# 獣歯類
獣歯類（じゅうしるい、TheriodontあるいはTheriodontia）は、獣弓類に属する脊椎動物の一群である。

## 概要
単弓綱・獣弓目。「獣の歯」の名の通り、哺乳類的な歯を持つグループである。古生代ペルム紀後期から中生代三畳紀にかけて繁栄。ジュラ紀、白亜紀においては目立つ存在ではなかったが、属レベルの数では恐竜を上回っていた。そして、新生代では哺乳類が繁栄している。属する主なグループは、ゴルゴノプス亜目、テロケファルス亜目、キノドン亜目の三つである。1860年、リチャード・オーウェンによって名付けられた。

## 進化史
獣歯類が現れたのは、ペルム紀中盤の約2億6,500万年前、異歯亜目とほぼ同時期であったと思われる。これら初期の獣歯類は、異歯亜目及びディノケファルス亜目よりも哺乳類的な特徴を備えていた。ペルム紀中期に繁栄していた肉食ディノケファルス類が衰退・絶滅すると獣歯類は発展し、ペルム紀後期に繁栄するようになる。
最初の獣歯類として挙げられるのがゴルゴノプス類である。この生物は、後のサーベルタイガーを彷彿とさせる様な、発達した犬歯を持った当時最強の捕食者であった。かれらの化石の吻部に小さな窪みが多数存在した。これは、洞毛の痕跡であるといわれている。その為、既にこのグループが体毛まで獲得していた可能性も指摘されている。しかしかれらはペルム紀末、P-T境界における大量絶滅を生き延びる事が出来なかった。
次いで現れたのは、真正獣歯類（ユーテリオドント、Eutheriodont）である。脳が大きくなった為に脳函が拡大、顎の筋肉も発達したため側頭窓も拡大して上向きとなっている。そのため、頬で頭蓋の幅が広がって顔つきが変わり、それ以前のものと比較して身体に体する頭部の比率が大きくなっている。
このグループの一つ、テロケファルス類においては骨性二次口蓋が発達し、頭頂孔が縮小しているなど、恒温性を獲得しつつあったと思われる。かれらはペルム紀末期、衰退するゴルゴノプス類に取って代わって大型肉食獣の地位を占め、P-T境界においても、大きなダメージを受けつつも生き延びている。この生き延びたグループから、植物食のバウリア類が派生している。
獣歯類最後のグループがキノドン類である。テロケファルス類の初期グループから進化したといわれ、ペルム紀には目立たない存在であった。しかし、三畳紀においてはディキノドン類などとともに勢力を拡大し、テロケファルス類などを駆逐している。しかし、三畳紀末期初頭の中規模の大量絶滅によってダメージを受け、新たな競合者となった恐竜によって多くのニッチを奪われてしまう。以後、K-T境界に至まで、かれらの大半は夜の世界で生き延びねばならなかった。

## 形態
頭蓋
側頭窓が拡大するとともに、矢状稜と頬骨弓が発達。これは、咀嚼のための咬筋の改変および付着部の拡大が起きたためであるとされる。
歯
上下の顎とも犬歯によって切歯と臼歯が明確に区切られ、歯式は肉食への適応を示している。初期のグループは肉食性であったが、三畳紀においていくつかのグループは二次的に草食に適応した。とりわけ強肉食性の種は、その多くが剣歯虎に見られるようなサーベル状の鋭い犬歯を発達させていた。
下顎
歯骨が発達し、それ以降の骨が縮小している。哺乳形類に至る過程で関節骨、角骨は顎関節から外れ、哺乳類（と一部の哺乳形類）段階ではこれらの骨が内耳へと移動している。また、筋突起が発達している。
指式
前足の指式が2-3-3-3-3である。
洞毛
ゴルゴノプス類の段階で、顎骨に洞毛の痕跡が見られる。
　前肢
肉食性の獣歯類は、指先の可動域が広く、獲物を無理なく抑え込むことができた。これは前述の犬歯/剣歯を使う際に、それが獲物の抵抗で折れることを防いでいた。
後脚
ゴルゴノプス類の段階では、より基盤的な獣弓類であるディノケファルス類と大して変わらない大腿骨をしていた。一方でテロケファルス類やキノドン類は、より爬虫類と哺乳類の中間ないし哺乳類似の大腿骨であった。なお獣歯類ないし獣弓類は、爬行と直立の中間や両立が可能であった。

## 系統
- 単弓類 Synapsida
  - 獣弓類 Therapsida
    - Eutherapsida
      - †ディノケファルス亜目 Dinocephalia
      - Neotherapsida
        - †異歯亜目 Anomodontia
        - 獣歯類 Theriodont

### 下位分類

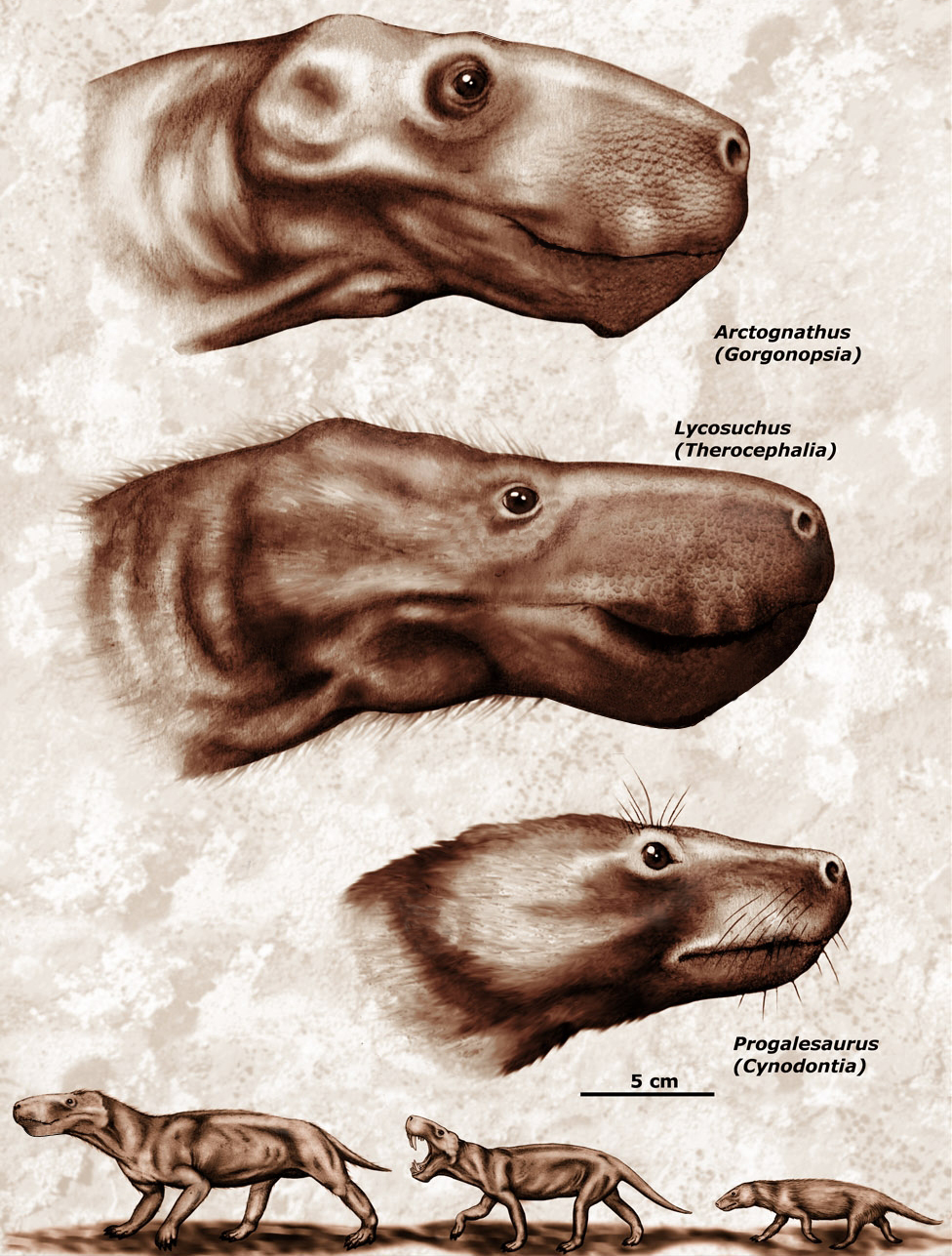
獣歯類。上からゴルゴノプス類 アルクトグナトゥス、テロケファルス類 リコスクス、キノドン類 プロガレサウルス。

- †ゴルゴノプス亜目 Gorgonopsia : ゴルゴノプス , イノストランケビア , リカエノプス
- 真正獣歯類 Eutheriodontia
  - †テロケファルス亜目 Therocephalia : リコスクス , ユーシャンベルジア
    - バウリア上科 Baurioidea : バウリア

  - キノドン亜目 Cynodontia : プロキノスクス , トリナクソドン , キノグナトゥス , オリゴキフス
    - 哺乳形類 Mammaliaformes
      - 哺乳類 Mammalia